# Sant-Laorañs
Sant-Laorañs (en francès Saint-Laurent) és un municipi francès, situat a la regió de Bretanya, al departament de les Costes d'Armor. L'any 2019 tenia 468 habitants.
El primer esment escrit Lanlouran data del 1427. És un nom compost de lan (ermitatge) i Louran, bretó per a Llorenç.

## Demografia
| 1962                                       | 1968 | 1975 | 1982 | 1990 | 1999 | 2008 | 2019 |
| ------------------------------------------ | ---- | ---- | ---- | ---- | ---- | ---- | ---- |
| 273                                        | 333  | 330  | 361  | 437  | 418  | 521  | 468  |
| Des de 1962: població sense dobles comptes |      |      |      |      |      |      |      |